# رامون تورالبا
رامون تورالبا (انگلیسی: Ramón Torralba; ۰ اوت ۱۸۹۵ – تاریخ ورودی نامعتبر است) بازیکن فوتبال اهل اسپانیا بود.
از باشگاه‌هایی که در آن بازی کرده‌است می‌توان به باشگاه فوتبال بارسلونا اشاره کرد.